# China Open 2016 - Qualificazioni singolare maschile
Le qualificazioni del singolare maschile del China Open 2016 sono state un torneo di tennis preliminare per accedere alla fase finale della manifestazione. I vincitori dell'ultimo turno sono entrati di diritto nel tabellone principale. In caso di ritiro di uno o più giocatori aventi diritto a questi sono subentrati i lucky loser, ossia i giocatori che hanno perso nell'ultimo turno ma che avevano una classifica più alta rispetto agli altri partecipanti che avevano comunque perso nel turno finale.

## Teste di serie
1. Kyle Edmund (qualificato)
2. Adrian Mannarino (qualificato)
3. John Millman (qualificato)
4. Diego Schwartzman (primo turno)

1. Dušan Lajović (primo turno)
2. Íñigo Cervantes (ultimo turno)
3. Michail Kukuškin (primo turno)
4. Lukáš Rosol (primo turno)

## Qualificati
1. Kyle Edmund
2. Adrian Mannarino

1. John Millman
2. Konstantin Kravčuk

## Tabellone

### Legenda
| - Q = Qualificato - WC = Wild card - LL = Lucky loser | - ALT = Alternate - SE = Special Exempt - PR = Protected Ranking | - w/o = Walkover - r = Ritirato - d = Squalificato |

### Sezione 1
|  | Primo turno | Primo turno      | Primo turno      | Primo turno | Primo turno |  |  | Ultimo turno | Ultimo turno    | Ultimo turno    | Ultimo turno | Ultimo turno |  |
|  |             |                  |                  |             |             |  |  |              |                 |                 |              |              |  |
|  | 1           | Kyle Edmund      | Kyle Edmund      | 6           | 6           |  |  |              |                 |                 |              |              |  |
|  | PR          | Pablo Andújar    | Pablo Andújar    | 3           | 2           |  |  | 1            | Kyle Edmund     | Kyle Edmund     | 7            | 6            |  |
|  |             | Evgenij Donskoj  | Evgenij Donskoj  | 6           | 6           |  |  |              | Evgenij Donskoj | Evgenij Donskoj | 62           | 4            |  |
|  | 7           | Michail Kukuškin | Michail Kukuškin | 4           | 1           |  |  |              |                 |                 |              |              |  |

### Sezione 2
|  | Primo turno | Primo turno      | Primo turno | Primo turno | Primo turno |  |  | Ultimo turno | Ultimo turno     | Ultimo turno     | Ultimo turno | Ultimo turno |  |
|  |             |                  |             |             |             |  |  |              |                  |                  |              |              |  |
|  | 2           | Adrian Mannarino | 6           | 4           | 6           |  |  |              |                  |                  |              |              |  |
|  |             | Thomas Fabbiano  | 3           | 6           | 1           |  |  | 2            | Adrian Mannarino | Adrian Mannarino | 6            | 6            |  |
|  |             | Miša Zverev      | 7           | 2           | 6           |  |  |              | Miša Zverev      | Miša Zverev      | 4            | 0            |  |
|  | 8           | Lukáš Rosol      | 5           | 6           | 4           |  |  |              |                  |                  |              |              |  |

### Sezione 3
|  | Primo turno | Primo turno         | Primo turno  | Primo turno | Primo turno |  |  | Ultimo turno | Ultimo turno        | Ultimo turno | Ultimo turno | Ultimo turno |  |
|  |             |                     |              |             |             |  |  |              |                     |              |              |              |  |
|  | 3           | John Millman        | John Millman | 6           | 6           |  |  |              |                     |              |              |              |  |
|  | WC          | Wu Di               | Wu Di        | 2           | 4           |  |  | 3            | John Millman        | 6            | 6            | 6            |  |
|  |             | Nikoloz Basilašvili | 64           | 7           | 6           |  |  |              | Nikoloz Basilašvili | 7            | 1            | 4            |  |
|  | 5           | Dušan Lajović       | 7            | 5           | 4           |  |  |              |                     |              |              |              |  |

### Sezione 4
|  | Primo turno | Primo turno        | Primo turno     | Primo turno | Primo turno |  |  | Ultimo turno | Ultimo turno       | Ultimo turno | Ultimo turno | Ultimo turno |  |
|  |             |                    |                 |             |             |  |  |              |                    |              |              |              |  |
|  | 4           | Diego Schwartzman  | 4               | 6           | 63          |  |  |              |                    |              |              |              |  |
|  |             | Konstantin Kravčuk | 6               | 2           | 7           |  |  |              | Konstantin Kravčuk | 62           | 7            | 6            |  |
|  | WC          | Li Zhe             | Li Zhe          | 3           | 2           |  |  | 6            | Íñigo Cervantes    | 7            | 65           | 3            |  |
|  | 6           | Íñigo Cervantes    | Íñigo Cervantes | 6           | 6           |  |  |              |                    |              |              |              |  |